# Macrocentrus amphigenes
Macrocentrus amphigenes är en stekelart som beskrevs av Alexeev 1971. Macrocentrus amphigenes ingår i släktet Macrocentrus och familjen bracksteklar. Inga underarter finns listade i Catalogue of Life.